# Galeodes pallescens
Espèce
Synonymes
- Galeodes chitralensis pallescens Hirst, 1908

Galeodes pallescens est une espèce de solifuges de la famille des Galeodidae.

## Distribution
Cette espèce est endémique d'Inde.

## Description
Le mâle holotype mesure 31,5 mm.
Le mâle décrit par Roewer en 1934 mesure 32 mm et la femelle 29 mm.

## Publication originale
- Hirst, 1908 : On some Oriental Solifugae, with descriptions of new forms. Records of the Indian Museum, vol. 2, no 3, p. 241-247 (texte intégral).